# Manitou
Pour les articles homonymes, voir Manitou (homonymie).

Le mot manitō (en cri et en ojibwé) écrit en syllabique autochtone canadienne et en syllabique crie.

Manitou ( /ˈ m æ n ɪ t uː / ), apparenté à l'orenda Haudenosaunee, est la force de vie spirituelle et fondamentale parmi les groupes algonquiens dans la mythologie amérindienne. Elle est omniprésente et se manifeste partout : les organismes vivants, l'environnement, les événements, etc. Aashaa monetoo signifie "bon esprit", tandis qu'otshee monetoo signifie "mauvais esprit". Lorsque le monde a été créé, le Grand Esprit a donné la terre aux peuples autochtones, les Shawnees en particulier.